# Derek Boateng
Derek Owusu Boateng (Acra, 2 de maio de 1983) é um ex-futebolista ganês que atuava como meia.

## Seleção
Pela Seleção Ganesa, o atleta participou da Copa do Mundo 2006, chegando até as oitavas de final da competição. fez parte do elenco da Seleção Ganesa de Futebol na Campeonato Africano das Nações de 2013.

## Títulos
Gana
- Campeonato Africano das Nações: 2015 4º Lugar.